# Billbergia velascana
Billbergia velascana är en gräsväxtart som beskrevs av Martín Cárdenas Hermosa. Billbergia velascana ingår i släktet Billbergia och familjen Bromeliaceae. Inga underarter finns listade i Catalogue of Life.